# Madagaskarbrachschwalbe
Die Madagaskarbrachschwalbe (Glareola ocularis) ist ein Vogel aus der Unterfamilie der Brachschwalbenartigen (Glareolidae).
Sie kommt auf den Komoren, in Äthiopien, Kenia, Madagaskar, Mosambik, Somalia und Tansania vor, möglicherweise auch auf Mauritius und Réunion.
Das Verbreitungsgebiet umfasst kurze Grasflächen, gerne Salinen und sandige Küstenstreifen, auch Flugfelder, offene Lebensräume nahe am Wasser bis 1500 m.

## Beschreibung
Die Madagaskarbrachschwalbe ist 23–25 cm groß und wiegt 82–103 g. Die Oberseite ist dunkel olivbraun, die Stirn dunkel schokoladenbraun, die Zügel und die Ohrdecken sind schwärzlich, die Schnabelbasis ist rötlich. Der Unteraugenstreif und der Rumpf sind weiß, der untere Brustbereich kastanienfarben. Der Schwanz ist gering gespalten.

## Stimme
Der Ruf des Männchens wird als lautes, absteigendes „vik vik, vikavik, vikavik“ beschrieben.

## Lebensweise
Die Nahrung besteht hauptsächlich aus Insekten einschließlich Hautflüglern, Netzflüglern und Käfern.
Der Vogel brütet nur in Madagaskar mit Ausnahme des äußersten Südens und Südwestens zwischen September und März auf felsigen Inseln in nicht austrocknenden Flüssen und Küstengewässern. Er überwintert in Ostafrika von Somalia bis Mosambik.

## Gefährdung
Die Madagaskarbrachschwalbe gilt als gefährdet (Vulnerable).